# Monachisme byzantin

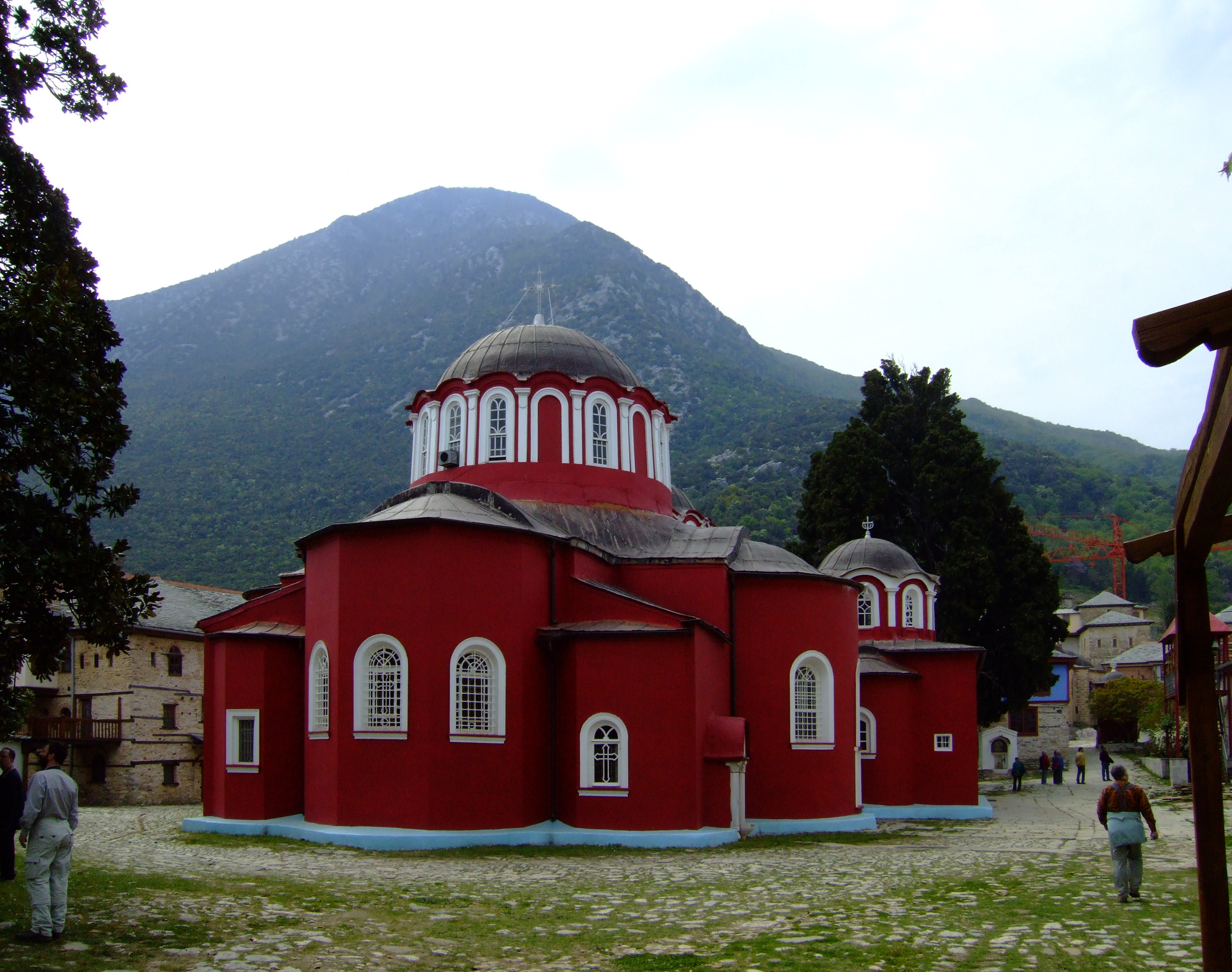
L'église du monastère de la Grande Laure avec le mont Athos en arrière-plan.

Le monachisme byzantin tient tout au cours de l’histoire de l’Empire byzantin une place importante tant dans l’Église que dans l’État. À l’origine indépendante de la hiérarchie ecclésiastique, la vie monastique est codifiée pour la première fois par saint Basile, évêque de Césarée (329-379), et reçoit ses assises juridiques sous Justinien Ier (r. 527-565). Tout en adoptant des formes diverses, elle se distingue à la fois du monachisme oriental où les ascètes vivant seuls le plus souvent dans un désert menaient une vie de contemplation et du monachisme occidental où les moines sont attachés leur vie durant à l’un des monastères d’un ordre religieux.
Avant de devenir évêque de Césarée en Cappadoce, Basile a fondé en 358 un monastère, dans la région du Pont, auquel il donne des principes qui deviendront la principale règle monastique de l'Église d’Orient alliant spiritualité hostile à l’austérité individualiste orientale et christianisme social occidental. Les monastères regroupant des moines venus surtout d’Anatolie commencent à essaimer à Constantinople, où au Ve siècle on compte déjà au moins vingt-trois monastères dont Justinien Ier entreprend de codifier le statut juridique.
La crise iconoclaste donne un rôle politique aux monastères, les moines s’avérant les défenseurs farouches des icônes, ce qui leur vaut l’hostilité, voire les persécutions, de certains empereurs iconoclastes.
Avec le triomphe de l’Orthodoxie et la grande réforme studite du IXe siècle commence l’âge d’or des monastères byzantins dont beaucoup sont fondés par des empereurs ou jouirent de leurs libéralités. Mais la richesse même de ces monastères, dont les moines ne peuvent bientôt plus gérer l’ensemble des avoirs, entraine des effets pervers en réduisant les pouvoirs de leurs supérieurs, appelés higoumènes ou archimandrites, et en mettant nombre d’entre eux sous la gouverne de gérants laïcs, les charisticaires. L’indépendance dont jouissent alors les monastères devait entrainer de nombreux conflits tant avec les autorités ecclésiastiques que civiles.
Certains monastères aussi bien en Cappadoce qu’en Thessalie se regroupent en fédérations, dont la plus célèbre est celle du Mont Athos, où sont créés des monastères représentant les quatre coins de l’empire : serbes, arméniens, géorgiens, rus’, etc. Au cours de l’occupation latine, le Mont Athos devient le champion de l’orthodoxie alors que les Latins s’emparent des monastères situés sur les territoires qu’ils occupent et que les monastères d’Asie mineure se dépeuplent en raison de l’avancée des Turcs.
Le Mont Athos s’avère également un foyer de renouveau spirituel après la reconquête de Constantinople par Michel VIII Paléologue : le rôle du patriarche s’affirme alors que décroit le pouvoir impérial.
Le triomphe de l’hésychasme marque le renforcement de l’influence des moines au sein de l’Église et provoque, par opposition, l’exil de ses adversaires vers l’Italie où ils apportent une contribution notoire à la Renaissance qui débute.

## Les débuts: cénobitisme et érémitisme (IVesiècle–VIIesiècle)

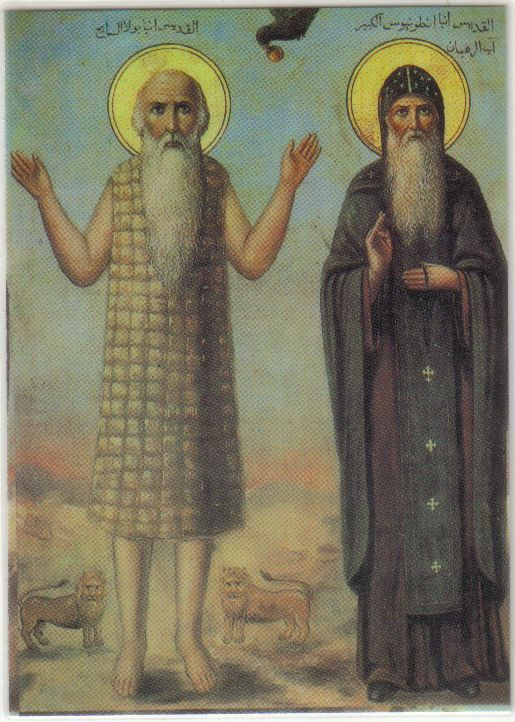
Les saints ermites Paul de Thèbes et Antoine d’Égypte.

Vers la fin du IIIe siècle et le début du IVe siècle se développe chez certains chrétiens d’Égypte la volonté d’atteindre la connaissance de Dieu en se retirant du monde pour vivre une vie de mortification et d’ascétisme. Ces premiers moines (en grec : μόνος, μονακός ; litt : seul), ou ermites, vivent seuls, de préférence dans un désert, une caverne, ou sur une colonne (stylites). Poussant l’ascétisme à l’extrême, ils vivent dans la contemplation, en s’abstenant à peu près totalement de travail manuel. Tels sont les débuts de l’ « érémitisme » ou « anachorèse ». 
Considéré comme le « père du monachisme chrétien », Antoine le Grand (né vers 251 et mort vers 356), né dans une famille de riches fermiers d’Égypte, devient orphelin à l’âge de dix-huit ans. Désireux de suivre les paroles du Christ à la lettre (Mathieu XIX, 21), il vend ses biens, en distribue l’argent aux pauvres et, commençant une vie d’anachorète (du grec ancien : ἀναχωρητής ; litt : « qui s'est retiré du monde »), part vivre pendant treize ans dans le désert avec quelques compagnons. 
Toutefois, comme ce devait être le cas pour plusieurs de ces ermites, sa réputation de sainteté lui attire disciples et visiteurs anxieux d’obtenir ses conseils. Pour échapper à ceux-ci, il s’enfonce dans le désert vers la Palestine jusqu’à s’établir en Thébaïde (Égypte moyenne), sur le mont Qolzum (où se trouve aujourd'hui le monastère Saint-Antoine),.
Une deuxième voie, représentée par son fondateur, Pacôme le Grand (né en Thébaïde vers 292, mort vers 348), considère que les jeûnes excessifs et l’austérité physique sont dommageables pour le corps et par conséquent nuisibles à la vie spirituelle, et privilégie la vie religieuse en commun ou « cénobitisme » afin que les membres de la communauté puissent s’entraider dans la poursuite de leur idéal. Né dans une famille modeste, parlant uniquement le copte, Pacôme est enrôlé de force à vingt ans dans l’armée de Constantin contre les Persans. Démobilisé vers 314 et sans ressources, il est adopté par des chrétiens de Thèbes. Il se convertit et trois ans plus tard entreprend une vie d’ermite auprès d’Antoine le Grand jusqu’à ce qu’une voix mystérieuse lui ordonne en 320 de fonder un monastère avec trois compagnons à Tabennèse sur les rives du Nil.
Sa sœur, Marie, ouvre un couvent de femmes sur la rive opposée du Nil. Cette communauté grandit jusqu’à compter 1 300 membres. Par la suite, il fonde de nouveaux monastères jusqu’à ce que, au moment de sa mort en 346, l’ensemble de ces monastères égyptiens compte 7 000 membres,.
Une troisième voie se développe, surtout en Palestine, à mi-chemin entre érémitisme et cénobitisme : les moines choisissent de vivre comme des ermites durant la semaine mais se rassemblent le samedi soir, le dimanche et les jours de fêtes pour chanter ensemble les offices, prendre des repas en commun et recevoir l’enseignement d’une personne de sainteté renommée : c'est le début des laures (en grec : Λαύρα) surtout répandues dans le désert de Judée, les environs de Jérusalem et de Jéricho.
Dans la vallée du Cédron, la Grande Laure (Saint-Sabas) compte jusqu’à 150 moines. 
Mais la prise de Jérusalem par les Arabes en 614 porte un dur coup aux monastères de cette région,.
Parmi ces moines, très peu recherchent ni reçoivent la prêtrise. Ceux qui reçoivent les ordres sont appelés hiéromoines.
De plus en plus nombreux, ils occupent une place importante dans l’Église et, vers la fin de l’empire, ils détiennent pratiquement le monopole du recrutement épiscopal.

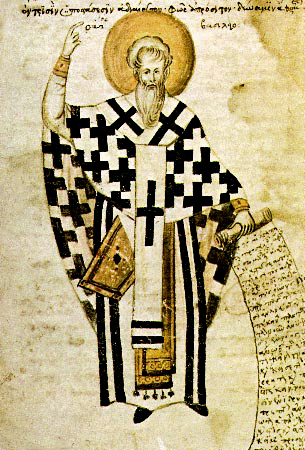
Basile de Césarée, miniature XVe siècle, Mont Athos.

Né vers 329 à Césarée en Cappadoce (Turquie d’aujourd’hui) dans une famille chrétienne faisant partie de la haute bourgeoisie, Basile de Césarée fait ses études de rhétorique à Constantinople d’abord, puis à Athènes, où il se lie d’amitié avec Grégoire de Nazianze (329-390). Tous deux profondément chrétiens dans un milieu encore très païen développent le goût de la vie contemplative et monastique. De retour à Césarée, il enseigne la rhétorique à l’université jusqu’à ce que la mort subite de son frère Naucratios le pousse à démissionner, à se faire baptiser et à entreprendre un voyage de deux ans en Syrie, Palestine et Égypte, pour observer le genre de vie mené par les ermites du désert. Il voit en eux des extrémistes dont les excès empêchent les progrès spirituels et les enorgueillissent au point de mépriser les Écritures et le sacrement de communion,.
De retour de ces voyages en 358, il se retire dans la solitude, au bord de l'Iris, et crée avec son ami Grégoire de Nazianze un ermitage qui devient rapidement une communauté sur la rive opposée du fleuve où sa mère et sa sœur Macrine ont déjà fondé un couvent de femmes. Tout en gardant le nombre des membres de la communauté à un niveau raisonnable (entre 30 et 40 moines), il veut que ceux-ci partagent leur vie entre la prière et le travail manuel pour subvenir à leurs besoins, tout en maintenant des hôpitaux pour les malades, des écoles pour les enfants de la région et diverses tâches pour le bien-être de la société, tout chrétien ayant selon eux une vocation sociale. Il rédige avec l’aide de Grégoire de Nazianze des lignes de conduite décrivant l’idéal de la vie chrétienne, réponses à des questions posées par des cas difficiles, dont cinquante-cinq forment la « grande règle » et trois-cents-treize autres la « petite règle » ; réunis par la suite, ces conseils ou règles deviennent le fondement du monachisme orthodoxe : Règle de saint Basile. Toutefois, et contrairement à ce qui se passe en Occident, son intention n'est pas de fonder un ordre religieux.
Le monachisme byzantin ignore ces ordres, chaque monastère étant autonome et se dirigeant d’après la charte édictée par son fondateur, où le typikon (τυπικόν, litt : « suivre l'ordre ») établit les droits et devoirs des moines et le brevion explicite le fonds de dotation établi par le donateur et les prières exigées en échange. Les moines ne sont pas tenus de demeurer dans la même communauté leur vie durant : dans leur quête spirituelle, ils se déplacent souvent d’un monastère à l’autre. Ainsi Blaise de Sébaste (?-316) part de Constantinople, demeure dans une maison de l’Aventin à Rome pendant dix-huit ans; il retourne ensuite à Constantinople, demeure quatre ans au monastère du Stoudion, avant de partir pour le Mont Athos fonder une communauté.
Au cours du Ve siècle, le monachisme se développe à Constantinople, où viennent s’établir des communautés de toutes origines, représentant diverses traditions orientales et occidentales. De grands monastères se développent dès la fin du IVe siècle.
En 448, 23 supérieurs de monastères signent une lettre condamnant le monophysisme. 
Amie de saint Jean Chrysostome, alors évêque de Constantinople, Olympia fonde près de Hagia Sophia un couvent qui comprend bientôt 250 religieuses.
Au VIe siècle des listes font état de quelque soixante-quinze monastères masculins,. 
La grande diversité de ces formes de monachisme, leur grande indépendance et les pérégrinations des moines qui voyagent prêchant dans les villes et les campagnes des doctrines souvent extrêmement personnelles posent rapidement des problèmes tant aux autorités religieuses que civiles.
Grand législateur (on lui doit le Corpus juris civilis), Justinien Ier (r. 527-565) entreprend de préciser le statut juridique de ces monastères.
S’élevant contre ces moines errants qui mendient leur pain (les gyrovagues), Justinien reconnait uniquement les communautés monastiques dirigées par un supérieur (higoumène ou archimandrite) : il peut s’agir de monastères d’hommes, de couvents de femmes ou de maisons de réforme (άσκητήρια) comme celle qu’a fondée Théodora pour les filles de mauvaise vie. En même temps, il interdit les établissements mixtes assez nombreux depuis le IVe siècle. 
Reprenant le troisième canon du Concile de Chalcédoine (451) qui donne aux évêques toute autorité sur les monastères de leur ressort, il ne reconnait que les établissements qui ont été autorisés par l’évêque en venant bénir le lieu où ils seront érigés et y plantant une croix (stauropégie). 
De plus, en exigeant que les moines aient un seul dortoir et un seul réfectoire, il s’aligne sur les principes de saint Basile et rejette la forme palestinienne de la « laure » tout en tolérant que quelques anachorètes puissent vivre seuls près d’un monastère. Enfin, au sein du monastère, Justinien donne à l’higoumène ou à l’archimandrite un pouvoir pratiquement absolu sur les moines.
La législation de Justinien semble s’être heurtée à une forte opposition, car elle doit être complétée dès 692 par le concile Quinisexte. Outre de défendre l’intégrité des biens monastiques contre les tentatives de sécularisation, le concile fixe à dix ans l’âge minimal pour être accepté dans un monastère, établit une période de quatre ans de noviciat avant de prononcer les vœux, et édicte un code de discipline pour sanctionner les violations de la règle et les désordres de toutes sortes qui se seraient multiplié depuis la législation de Justinien.

## La confrontation avec l’iconoclasme (VIIIesiècle–IXesiècle)

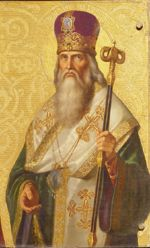
Tarèse, haut fonctionnaire devenu moine et nommé par l’impératrice Irène patriarche de Constantinople alors encore laïc.

Extrêmement populaires dans la population, les moines exercent très peu d’influence politique jusqu’à ce que la crise iconoclaste les unisse en une force religieuse et politique s’opposant non seulement au pouvoir impérial, mais aussi à la hiérarchie de l’Église lorsque celle-ci est perçue comme trop soumise aux désirs de l’empereur et s’éloignant de la stricte orthodoxie.
A priori, la crise iconoclaste, qui dure de 726 à 843, ne vise pas les moines, mais lorsque la crise atteint son point culminant sous Constantin V (r. 741-775), les moines font cause commune avec le peuple pour défendre les icônes. 
Bientôt, l’empereur voit en eux des ennemis irréductibles et en vient à tenter d’extirper le monachisme de l’empire en interdisant de recruter des novices, puis en les forçant à rompre leurs vœux et à quitter leurs monastères, transformés en casernes militaires. Les récalcitrants sont emprisonnés, et l’higoumène du Mont Saint-Auxence, Étienne, est condamné à mort pour avoir accepté comme novice un proche de l’empereur. Le stratège des Thracésiens, Michel Lakanodrakon se montre particulièrement zélé, forçant les moines à se marier sous peine d’avoir les yeux crevés et en faisant vendre les biens des monastères,. Toutefois, cette persécution ralentit après la mort de Constantin V et son successeur, Léon IV (r. 750-780) non seulement ne reprend pas la persécution de son père, mais se rapproche des moines et nomma plusieurs moines higoumènes de leur monastère.
Les monastères peuvent en effet se révéler utiles au pouvoir politique, et, dès la fin du VIIe siècle, il est devenu courant de reléguer dans un monastère princes ou hauts fonctionnaires déchus pour les éloigner de la vie publique : dans ces cas, tonsure et vœux se font dès l’entrée au monastère sans période de noviciat.
Avec la fin de la crise iconoclaste, l’impératrice Irène (r. 797-802) n’hésite pas à aller dans un monastère choisir comme patriarche un moine non ordonné prêtre. Taraise de Constantinople (patriarche 784-806), est d’abord sénateur et premier secrétaire de Constantin VI (r. 780-797) ; après avoir démissionné de ses fonctions, il prend l’habit monastique sans être prêtre lorsqu’il est appelé par l’impératrice à devenir patriarche. Il reçoit alors en quelques jours l’ensemble des ordres conduisant à la prêtrise en contravention du droit canon prévoyant des intervalles entre chacun : il est sacré patriarche en 784.
Loin d’être reconnaissants à l’impératrice d’avoir choisi l’un des leurs comme patriarche, les moines, unis par les brimades subies, se liguent pour lutter contre la main mise impériale sur l’Église et la complaisance du patriarche à l’endroit de la cour impériale. Leur porte-parole, l’higoumène Platon du monastère de Sakkudion en Bithynie, s’oppose farouchement à toute forme de clémence à l’endroit des anciens iconoclastes repentis alors que le pouvoir impérial cherche à restaurer la paix au sein de l’Église. S’ils acceptent que l’empereur continue à disposer de certains droits dans l’administration de l’Église, les moines refusent désormais que celui-ci dicte sa doctrine comme les empereurs iconoclastes,.
La nomination de Taraise par l’impératrice confirme la coutume qui se répand en choisissant les hauts fonctionnaires de l’Église parmi les moines, ce qui augmente leur prestige. Bien que fortement hiérarchisée la société byzantine permet à des personnes de basse condition de s’élever si elles font preuve des qualités requises. Dès lors, le monastère devient pour un jeune homme brillant la porte d’entrée vers une carrière prestigieuse. Un novice doué peut être distingué par un higoumène et recevoir une formation lui permettant soit de devenir lui-même higoumène d’un monastère soit de quitter son monastère pour devenir évêque ou entrer dans la cour patriarcale presque aussi brillante que la cour impériale.
La crise iconoclaste a une conséquence à plus long terme, en introduisant dans l’administration des monastères la pratique du charisticariat (charistikion),. Les empereurs iconoclastes n’hésitent pas à passer outre à l’interdit du concile Quinisexte de séculariser les monastères; Léon III (r. 717-741) et Constantin V attribuent à des laïcs, hauts fonctionnaires ou officiers militaires, certains monastères avec jouissance de leurs revenus sous forme d’un bénéfice. Cette institution va se perpétuer au grand détriment des monastères.

## La réforme studite (IXesiècle)

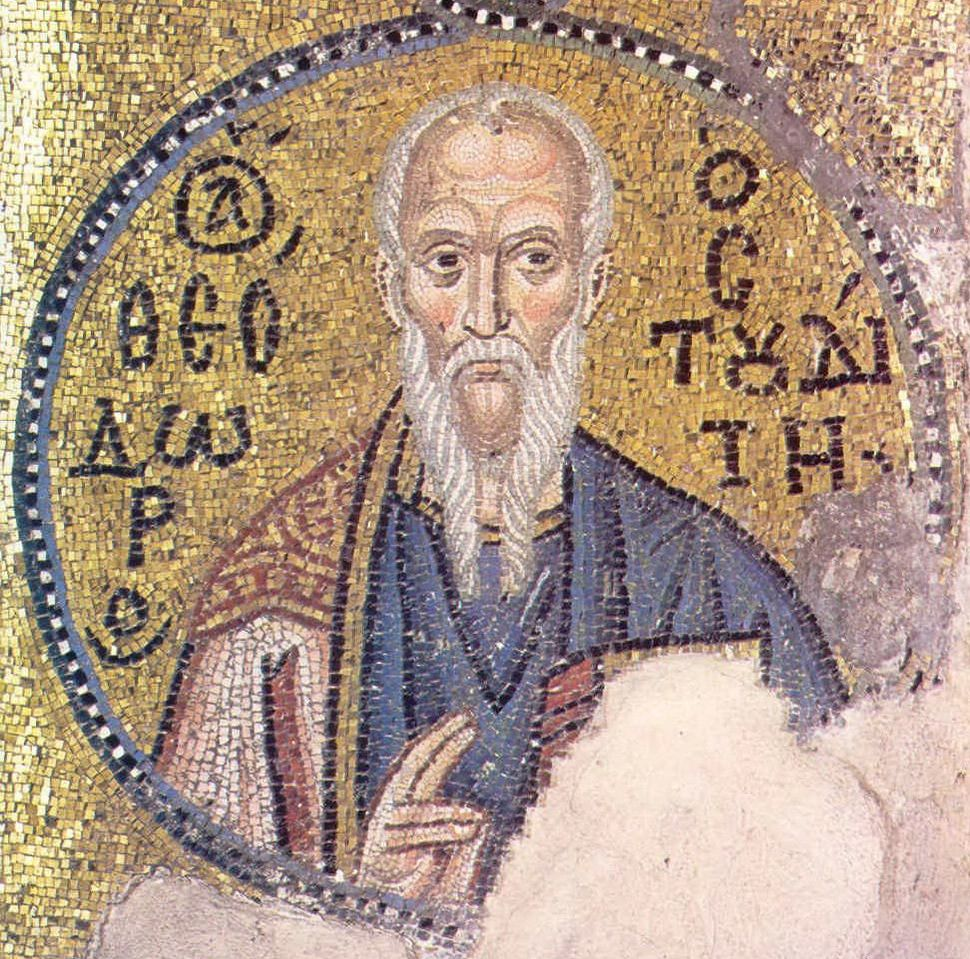
Théodore le Studite (mosaïque du XIe siècle).

La crise iconoclaste qui ébranle en profondeur la société byzantine fait suite à de graves dissensions politiques, économiques et sociales aussi bien que religieuses au sein de l’Empire.
La réforme des Studites vise à imposer leur idéal de vie chrétienne à toutes les classes de la société aussi bien civile que religieuse.
Chassés de Bithynie par les incursions arabes, l’higoumène Platon et son neveu Théodore, qui lui a entretemps succédé à la tête du monastère de Sakkudion, viennent, à l’invitation de l’impératrice Irène (r. 797-802), refonder en 799 un ancien monastère de Constantinople érigé vers 460 dont le nom complet était « monastère Saint-Jean-Baptiste du district de Stoudios ». 
La réforme de la vie monastique qu’a cherché à implanter Platon à Sakkudion est poursuivie sur une grande échelle par Théodore (759-826), appelé depuis « Théodore le Studite », de façon à englober non seulement la vie monastique, mais encore l’ensemble de la société dans un idéal de vie chrétienne touchant aussi bien l’État que l’Église. 
Il réclame ainsi l’autonomie de l’Église vis-à-vis de l’État ainsi que la fin de l’immixtion de l’empereur dans la formulation de la doctrine de l’Église, la libre élection des évêques, la déposition des simoniaques et des iconoclastes et une vaste réforme des mœurs de la société.
Il en résulte de nombreux conflits non seulement avec l’empereur et la haute fonction publique, mais aussi avec le patriarche et le clergé séculier. En revanche, ces idées, très populaires dans le peuple, sont à l’origine d’une vaste réforme des institutions monastiques,,.
Tout comme saint Basile, Théodore ne rédige pas une règle systématique, mais ses discours familiers faits trois fois par semaine à ses moines sont recueillis et mis en ordre par ses successeurs en une « Petite catéchèse » regroupant 134 homélies et une « Grande catéchèse », divisée en trois parties et regroupant 77 discours. 
Cette règle implique la vie en communauté, l’obéissance absolue à un supérieur et le travail obligatoire. Son influence est considérable dans l’empire et conduit pendant l’avance des Turcs en Anatolie à un véritable afflux de moines orientaux vers Constantinople où le monastère du Saint-Sauveur-in-Chora devient le centre du monachisme syrien.
Un apport particulièrement important du monastère du Stoudion à la vie intellectuelle et spirituelle est l’importance donnée à la bibliothèque et au scriptorium du monastère. Pour pouvoir progresser dans leur vie spirituelle les moines, dont le nombre augmente, doivent dorénavant obligatoirement savoir lire pour pouvoir consulter les Pères de l’Église.
En même temps, la liturgie qui se complexifie tout en s’uniformisant exige la production de manuels liturgiques. 
Bientôt on trouve des moines formés selon la tradition studite dans tous les grands monastères, lesquels gardent le contact les uns avec les autres ainsi qu’avec le monastère du Stoudion, donnant ainsi naissance à un véritable clan monastique.

## Les Monastères autonomes (fin duIXesiècle–XIIIesiècle)

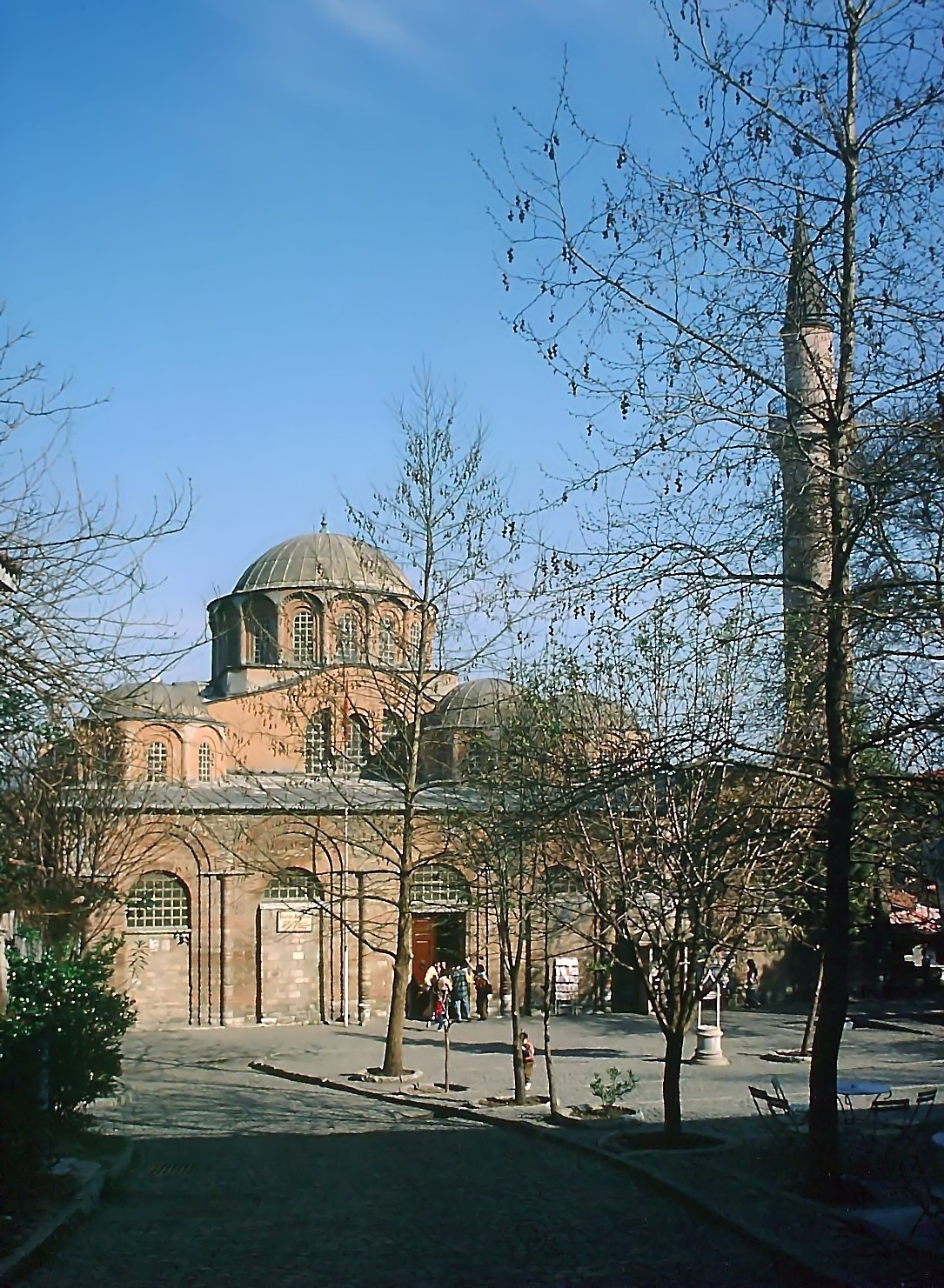
L’église du monastère du Saint-Sauveur-in-Chora.

Le « Triomphe de l’Orthodoxie », terme sous lequel l’Église orthodoxe désigne le rétablissement de la vénération des icônes, marque le début de l’âge d’or des monastères byzantins. Ceux-ci varient considérablement tant par leur taille que par la durée de leur existence. Il faut au moins trois moines pour constituer un monastère et la moyenne semble avoir été de dix à vingt. Mais d’autres, notamment dans les fédérations monastiques, peuvent en compter plusieurs centaines; la Grande Laure du Mont-Athos en compte 700. Certains monastères n’ont qu’une vie éphémère, ne survivant guère plus d’une génération à leur fondateur, alors que d’autres comme le monastère du Saint-Sauveur-in-Chora se maintiennent jusqu’à la chute de Constantinople, d’autres notamment au Mont Athos survivant jusqu’à aujourd’hui.
Les principales fondations de cette période sont principalement le fait d’empereurs, de membres de la famille impériale ou de grands personnages. Grâce aux privilèges dont ils jouissent, les monastères s’enrichissent énormément. Les fondations impériales par exemple n’ont pas à payer l’impôt foncier prévu en principe par la législation, et Alexis Ier donne en pratique au monastère de Patmos le statut d’un État souverain avec juridiction sur plusieurs iles voisines, des monastères subordonnés et même un navire franc d’impôt pour le commerce de ses produits.
Certains monastères sont fondés dans le but de permettre au fondateur d’y terminer ses jours dans une existence dorée. 
L’épouse d’Alexis Ier, Irène Doukas, doit se retirer avec Anne Comnène au couvent de la Kécharitôménè, adjacent au monastère du Christ Philanthrope, tous deux fondés par Irène quelques années auparavant : le complexe du couvent abrite de confortables appartements destinés aux membres de la famille impériale où ceux-ci peuvent non seulement avoir des serviteurs, mais également recevoir des visiteurs de l’extérieur,.
Michel Attaleiatès, haut fonctionnaire sous Michel VII Doukas (r. 1067-1078) et Romain IV Diogène (r. 1068-1071), après avoir amassé une fortune considérable, consacre une grande partie de celle-ci à la création d’une fondation à la fois charitable et monastique comprenant entre autres des terres et des habitations dont un hospice à Rhaidestos sur la côte nord de la mer de Marmara dont les revenus alimentent le monastère du Christ Panoiktirmos qu'il a fondé à Constantinople. 
En plus de lui assurer un endroit pour son dernier repos ainsi qu’un souvenir perpétuel dans les prières des moines, cet arrangement lui permet de se réserver les excédents de revenus tirés de cet oikos pour lui-même et sa famille, et même de transmettre ses droits à ses héritiers.
Certains grands monastères deviennent ainsi excessivement riches. Sous Alexis Ier la Grande Laure du Mont Athos possède 42 705 modioi de terres. Le monastère d’Iviron, également situé sur l’Athos, possédait approximativement la même superficie répartie entre vingt-trois domaines en Macédoine.
Les moines s'avèrent souvent incapables de gérer des domaines aussi importants. Dans le cas des fondations impériales, les empereurs iconoclastes récompensent un ministre fidèle en lui donnant à titre viager, mais quelquefois transmissible, un monastère en charisticariat.
À l’origine, il s'agit de permettre à un monastère en difficulté financière de retrouver l’équilibre grâce à un administrateur compétent. Le bénéficiaire perçoit les revenus du monastère tout en subvenant aux besoins des moines. Michel Psellos est ainsi charisticaire de plusieurs monastères dans lesquels il investit une partie de sa fortune. Mais à partir du XIe siècle, certains aristocrates parviennent à mettre la main sur de riches monastères, augmentant leurs revenus personnels aux dépens des moines. Ces abus, notamment le don de monastères riches n’éprouvant aucune difficulté financière, provoquent les plaintes de l’Église et, à partir d'Alexis Ier les charisticaires font place à des éphores, simples gestionnaires laïcs, dont le rôle et les fonctions sont définis dans le typikon de fondation. L’éphore devient ainsi le représentant des intérêts du fondateur et du monastère devant les autorités civiles, pouvant même avoir son mot à dire dans la nomination de l’higoumène,.
Que ce soit le charisticariat ou l’éphoriat, les deux systèmes entrainent de sérieuses difficultés, dont une érosion progressive des pouvoirs de l’higoumène du monastère, donnant une plus grande importance à la fois à l’économe du monastère, chargé de son budget, et au docheiarios, chargé de ses finances, lesquels avec les moines ayant reçu la prêtrise (encore peu nombreux au Xe siècle) et l’ecclésiarque, chargé de la liturgie, forment une sorte de conseil auprès de l’higoumène. Le typikon de la Grande Laure du Mont Athos rédigé par Athanase l’Athonite (vers 930-1000), prévoit ainsi que l’higoumène sera assisté par deux épitropes dont l’un résidera à Constantinople où il veillera aux intérêts matériels de la laure, alors que l’autre, demeurant au Mont Athos aura charge de ses intérêts spirituels. C’est ce dernier qui, assisté de quinze frères, devra choisir un nouvel higoumène à la mort du titulaire. Dans d’autres typikons, c’est le fondateur lui-même qui se donne un droit de regard sur les nominations non seulement de l’higoumène mais de ses principaux collaborateurs.
Avec le temps, l’indépendance dont jouissaient les monastères entraine également de graves difficultés tant avec les autorités religieuses que civiles. S’ensuivent de nombreux conflits avec les évêques sur le territoire desquels ces monastères sont situés. Nombre de typikons soustraient les monastères à l’autorité de l’évêque local, ruinant ainsi la législation mise en place par Justinien. Nombre d’évêques cherchent à lever de véritables impôts sur les monastères et à se soumettre ceux qui jouissent du privilège de stavropégie patriarcale, c’est-à-dire relevant directement du patriarche et non de l'évêque.
À un moment où les invasions turques en Asie mineure forcent nombre de moines à se réfugier à Constantinople et que les monastères qui survivent perdaient le contact avec la capitale,, les monastères de Constantinople s’accroissent en nombre ainsi qu’en importance. C’est au monastère du Stoudion qu'Isaac Comnène (r. 1057-1059) fait ses études, et qu’il se retire après avoir été déposé. Alexis Ier et l’impératrice Irène y fondent respectivement le monastère du Christ Philanthropos et celui de Notre-Dame-pleine-de-grâces (kekaritoménè) alors que Jean II Comnène (r. 1118-1143) fonde celui du Pantocrator, destiné à devenir le plus important de la capitale. Les monastères et les églises attenantes se multiplient au point que des voyageurs comme l’Arabe Haroun-ben-Ishja en 880 et le Russe Antoine de Novgorod en 1200 se déclarent frappés par la pléthore d’instituts monastiques et charitables.
La richesse de certains de ces monastères, la croissance du régime du charisticariat, la diminution des pouvoirs de l’higoumène, la cohabitation fréquente des laïcs avec les moines, amènent un relâchement de la vie monastique et obligent plusieurs empereurs à intervenir.
Constantin VII (r. 913-959) retire aux monastères le droit d’acquérir les propriétés des paysans. Nicéphore II (r. 963-969), pourtant reconnu pour sa piété, interdit la fondation de nouveaux monastères ou institutions charitables dirigés par des moines et interdit de leur donner des biens fonciers.
Par la suite, il soumet la nomination de nouveaux évêques (alors principalement choisis parmi les moines) à l’approbation impériale pour éviter que ces postes ne soient détenus par des moines extrémistes,. 
Basile II (r. 960-1025) en 996 promulgue que ne serait reconnu comme monastère qu’un établissement d’au moins huit moines pourvus de moyens de subsistance, et en 1002 décrète que les monastères seraient désormais solidairement responsables devant le fisc du paiement des taxes dues par les villageois sur leurs domaines. 
En 1057, Isaac Comnène confisque certains domaines monastiques, ne laissant aux moines que le nécessaire pour pourvoir à leurs besoins. 
Manuel Ier (r. 1143-1180) en 1158, jugeant l'excès de monastères à Constantinople, interdit la construction de nouveaux monastères dans l’ensemble des grandes villes de l’empire. 
De plus, pour lutter contre les abus du charisticariat, il ordonne que toute nouvelle fondation ailleurs dans l’empire ne reçoive pas de dotations en terres, mais bien en argent. Néanmoins, les habitudes sont telles que personne ne se souvint de ces lois après la mort de leur auteur,.

## Les fédérations monastiques

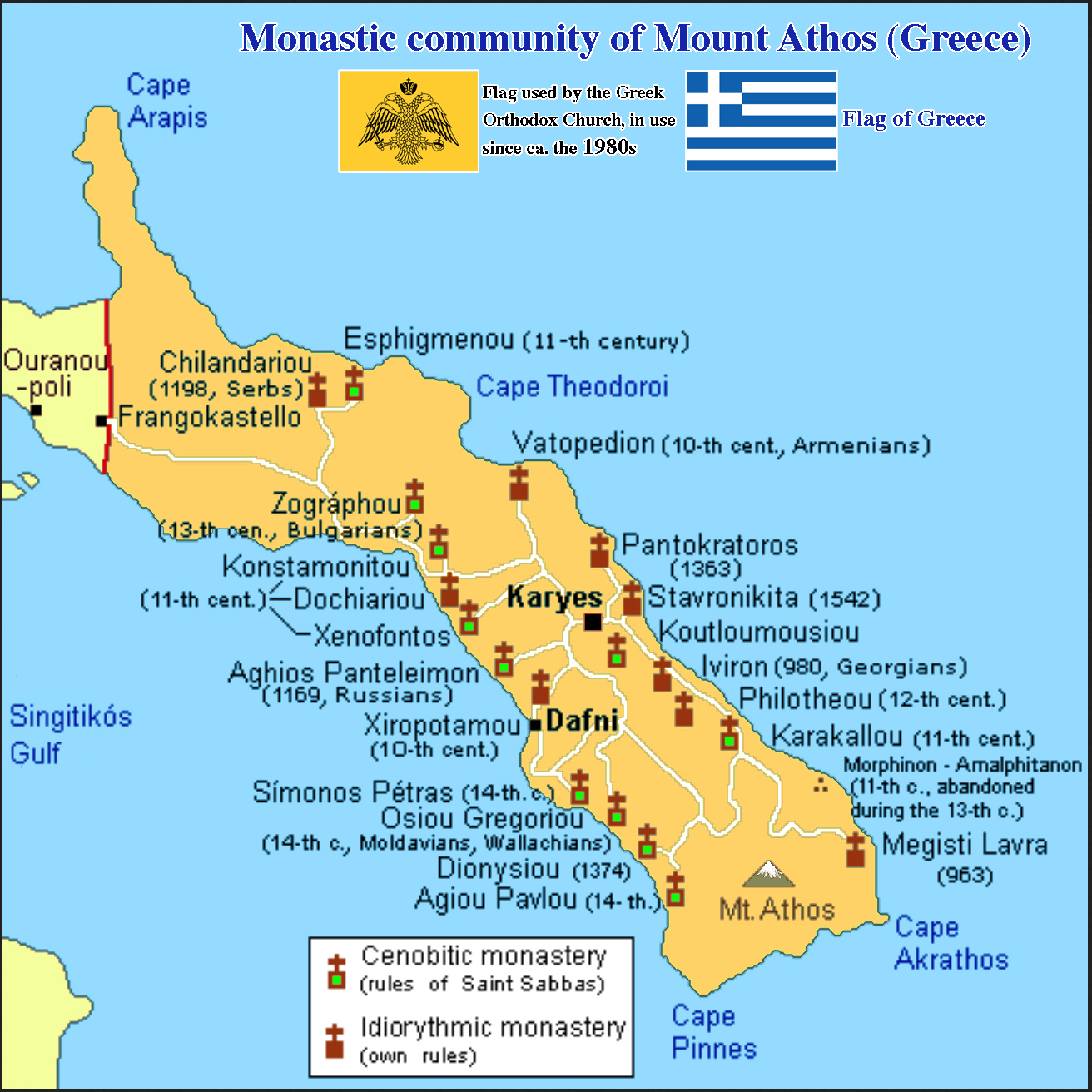
Carte du mont Athos avec ses vingt monastères, leurs règles, leurs dates de fondation et les pays d’origine de leurs moines (si ceux-ci ne sont pas mentionnés, il s’agit de monastères grecs).

Davantage que les monastères autonomes, ce sont les fédérations de monastères qui, en dehors de la capitale, s’avèrent les gardiens de la tradition monastique. L'origine de ces fédérations vient de l'ensemble des monastères qui se créent en Bithynie, près du mont Olympe bitynien, et dont le premier remonte au Ve siècle. Cette région sauvage, mais proche de Constantinople par la mer et dont les vastes domaines aristocratiques leur assurent une sécurité relative, est favorable à l’établissement de ces fondations appelées à jouer de 727 à 843 un rôle important dans la résistance à l’iconoclasme, ce qui valut à Platon, alors higoumène du monastère du Sakkoudion, d’être exilé,. Les monastères de l’Olympe bithynien ne forment cependant pas de véritable confédération.
En Doride ionienne, près d’Héraclée, dans les îles du lac Paphas au pied du mont Latmos, divers monastères sont fondés, selon la tradition, au VIIe siècle par des moines du Mont Sinaï fuyant les invasions arabes. Au Xe siècle, Paul le Nouveau y fonde le monastère du Stylos auquel Léon VI concède divers domaines. Bientôt les douze monastères de la région forment une fédération dirigée par un protos (président), portant le titre d’archimandrite, titre que se disputent longtemps les higoumènes de la laure de Kallibara et du monastère du Stylos. La fédération décline cependant au XIIIe siècle en raison des attaques arabes,.
Dans les Balkans, ces fédérations atteignent la célébrité, notamment celle du Mont Athos (en grec : Το όρος Άθωνας ou Άθως), appelé également Sainte-Montagne (en grec : Άγιο(v) Όρος). Déjà au Xe siècle des anachorètes se sont établis dans la région : leur mode de vie est perturbé par la venue de moines disposant de soutiens politiques et de ressources financières importantes. Le premier monastère cénobitique, celui de Kolobou, est fondé avant 883. Celui de la Grande Laure, fondé en 963, devient bientôt le plus important de la presqu’ile. En 1001, quarante-six monastères existent déjà, dont les principaux sont Iveron, Hilandar, Esphigmenou, Panteleemon, Vatopedi, Xenophontos. Déjà ce qui va devenir la communauté monastique du mont Athos, prend un caractère multiethnique : Iveron (fondation 979/980) est fondé par des Géorgiens ; les Amalfitains ont leur propre monastère suivis des Arméniens à Esphigmenou. Le XIIe siècle voit l’arrivée des Rus’ qui reprennent Panteleemon et les Serbes restaurent Hilandar.
Pour régler les relations entre ermites et monastères, Jean Ier Tzimiskès (r. 969-976) émet un typikon prévoyant trois assemblées générales par année à Karyes, futur centre administratif civil de la République monastique, sous la supervision d’un protos. Bientôt toutefois, les anachorètes isolés sont tenus de se grouper autour d’un monastère ; parmi ceux-ci, les plus importants deviennent la Grande Laure, Vatopédi, Iviron et Amalfi. Les exigences du ravitaillement obligent bientôt les monastères fédérés à avoir leur propre flotte pour aller échanger leurs produits à Constantinople et dans les environs; les grands monastères acquièrent des domaines à l’extérieur de la Sainte-Montagne et deviennent d’importants propriétaires fonciers. Longtemps, le Mont Athos demeure sous la protection personnelle des empereurs qui concèdent largesses et immunités à différents monastères au grand dam du patriarche de Constantinople. C'est seulement sous Andronic II Paléologue (r. 1282-1328), au terme d’une longue dispute entre l’empereur et plusieurs patriarches successifs, que le Mont Athos est transféré à l'autorité du patriarche, qui peut dès lors nommer le primat des monastères.

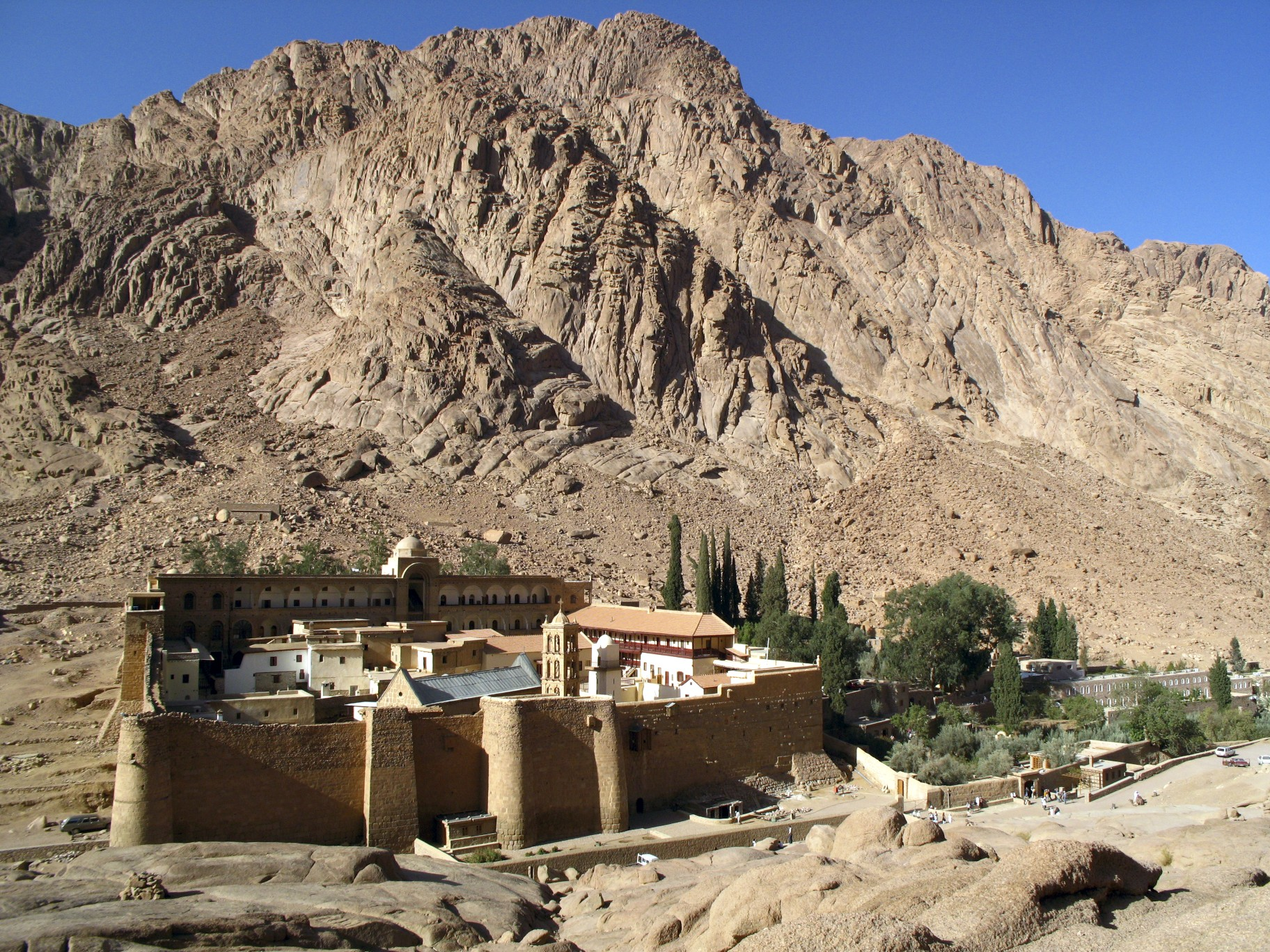
Le monastère Sainte-Catherine du Sinaï avec, à l’arrière-plan, le mont Horeb où Dieu aurait donné les commandements à Moïse.

La dernière fédération monastique créée avant la chute de l’empire est celle des Météores en Thessalie près du village de Stagous. Sur les contreforts du Pindre, dans la vallée du Pénée, l’érosion perpétuelle a conduit à la formation de pics aux parois abruptes surmontés de petits plateaux. Les premiers monastères y auraient été fondés par des moines du Mont Athos désireux d’échapper aux raids des pirates turcs. Au XIVe siècle, un moine du nom d’Athanase, ayant précisément quitté le Mont Athos, s’établit sur le rocher de Doupiani, surnommé Météore, pour y fonder un monastère dédié à la Transfiguration. Ce monastère est placé sous la protection du tsar serbe, Siméon Uroš (r. 1359-1371), alors maitre de la Thessalie. Le fils de celui-ci, Jovan (Jean) Uroš Nemanjić, après avoir régné quelques années sur la Thessalie, se retire aux Météores en 1381 sous le nom de Josaphat. Riche et conservant des appuis politiques, il devient le chef de la communauté monastique qu’il aide à développer vers la fin des années 1380. Après la chute de Constantinople en 1453, de nouveaux monastères sont fondés qui constituent un rempart de l’orthodoxie durant l’occupation turque,.
Il convient de mentionner également la colonie monastique du Mont Sinaï en Palestine, groupe d’établissements soumis à l’autorité d’un grand monastère sans constituer une fédération sous l’autorité d’un protos. Dès le IIIe siècle, le désert près du Mont Sinaï a servi de refuge à des ermites cherchant à échapper aux persécutions contre les chrétiens. En se regroupant, ces ermites forment des laures (voir plus haut) dépendant de l’évêque de Pharan. Justinien Ier y fait construire un monastère dédié à la Vierge et appelé d’abord « les Buissons » en souvenir du Buisson ardent (Exode, III, 1-10), avant d’être placé au XIe siècle sous le patronage de Sainte-Catherine. Après avoir fondé deux autres monastères (Kelzem et Raya), l’empereur fait construire un poste militaire pour défendre les monastères contre les attaques des Bédouins. À la fin du IXe siècle, son higoumène prend le titre d’évêque, puis d’archevêque du Sinaï, relevant du patriarche de Jérusalem. L’affluence des pèlerins venus de partout assure la richesse de ces établissements qui, à leur tour, essaiment dans diverses villes d’Orient et d’Occident où ils possèdent maisons, églises et domaines,.

## Sous les Paléologues (XIIIesiècle–XVIesiècle)

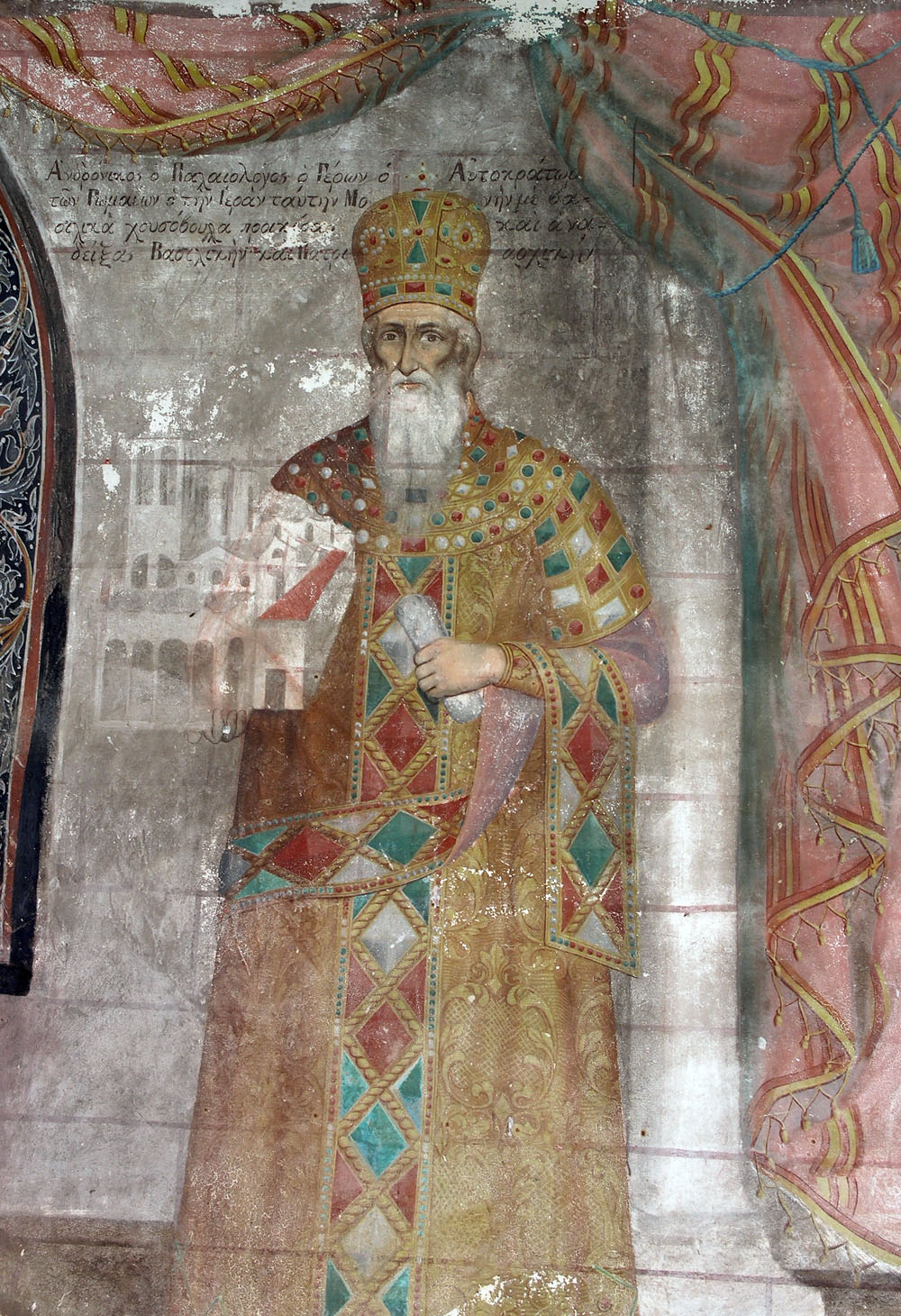
Andronic II Paléologue sous le règne duquel s’affirme le rôle du patriarche vis-à-vis l’empereur et la place des moines au sein de l’Église.

L'occupation latine (1204-1261) perturbe gravement la vie des monastères de Constantinople et des régions soumises aux Latins : certains comme Saint-Georges des Manganes ou la Péribleptos sont simplement transférés aux congrégations religieuses d’Europe, en particulier aux cisterciens, qui se maintienent après la reconquête dans les territoires que l’empire ne peut récupérer ; d’autres sont abandonnés ou convertis à d’autres fins. Certains monastères qui tiraient leurs revenus de domaines occupés perdent leurs moyens de subsistance. L’avance turque conduit également plusieurs moines d’Asie mineure à fuir.
Par contre, la fédération du Mont Athos, devenu le centre de la résistance religieuse orthodoxe, acquiert une importance considérable. En 1235, elle devient indépendante de toute juridiction épiscopale, indépendance qui dure jusqu’à ce qu’Andronic II (r. 1282-1328) la fasse passer sous la juridiction du patriarche. Et lorsque Constantinople est reprise par Michel VIII Paléologue (empereur de Nicée : 1259-1261, puis empereur byzantin : 1261-1282), elle devient un centre de résistance aux tentatives d’empereurs successifs pour réunifier les Églises d’Orient et d’Occident. Son prestige est alors tel qu’il contribue à la victoire du mouvement palamite et de l’hésychasme. De partout des moines viennent se former au Mont Athos et si certains y demeurent, d’autres vont répandre l’hésychasme dans les Balkans et le monde slave,.
La détresse financière de l’État conduit à un renouveau du monachisme. Les nouvelles fondations se font moins nombreuses, de moins en moins dues à la générosité impériale. Michel VIII Paléologue se contente de relever quelques monastères de Constantinople, unissant par exemple celui de Saint-Dimitri à la laure de Kallibara du mont Latros pour en assurer la survie financière. 
Le seul monastère qu'il fonde est celui de Saint-Michel dans l’ile d’Oxya. À défaut de créer de nouvelles fondations, les empereurs successifs multiplient les chrysobulles exemptant les monastères de toute charge publique et confirmant leurs privilèges, si bien que certains monastères voient leur richesse augmenter. Michel VIII Paléologue confirme tous les titres de propriété de la Grande Laure du Mont Athos, tout en la libérant de tout impôt. Son successeur, Andronic II lui concède des châteaux-forts dans l’ile de Lemnos, des terres à blé devant nourrir Constantinople, à charge pour les moines de défendre l’ile. Thessalonique au XIVe siècle compte dix-sept monastères, possesseurs de grands biens exempts d’impôts, des immeubles et boutiques, à charge pour eux de maintenir les établissements charitables de la ville accueillant sans frais les malades et les démunis.
Bien évidemment, il y a encore de nouvelles fondations, mais du fait de hauts-fonctionnaires, d’higoumènes ou de souverains étrangers orthodoxes, et situées pour la plupart dans les provinces.

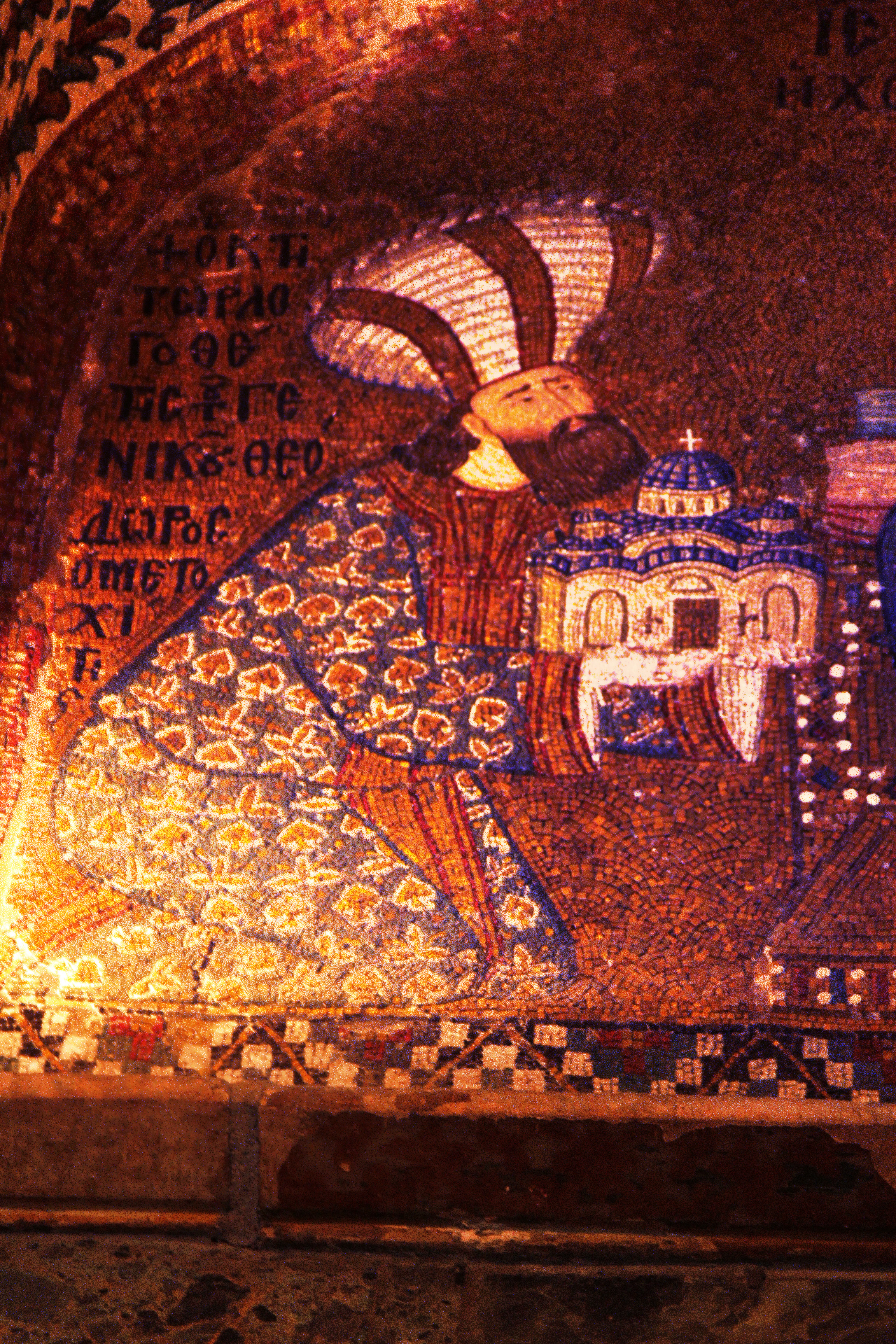
Théodore Métochitès, grand logothète, présentant au Christ le modèle de l'église du monastère Saint-Sauveur-in-Chora qu'il a restaurée.

Ainsi Théodore Métochitès (1270-1332), grand logothète d’Andronic II, écrivain, philosophe, protecteur des arts et des sciences, consacre selon les souhaits de l’empereur, une partie de sa fortune à restaurer et à décorer l'église du monastère Saint-Sauveur-in-Chora, situé près de sa résidence, au nord-ouest de Constantinople. 
À la manière de la fondation du Météore par l’higoumène Athanase, à Mistra reconquise, l’higoumène Pakhôme fonde le monastère des Saints-Théodore, puis en 1310 la Panagia Hodgetria, comblée de privilèges tant par Andronic II que par Michel IX Paléologue (co-empereur 1294-1320). Divers monastères du Mont Athos font l’objet de la générosité des princes serbes souhaitant établir leur hégémonie sur les Balkans : en 1293 Étienne VI Miloutine (r. 1282 à 1321) restaure l’ancien monastère de Chilandar et Étienne Douschan (r. 1347-1349) restaura le monastère de Rossikon abandonné par les Rus’ après les invasions mongoles. Les princes valaques Alexandre Bassarab (1352-1364) et Jean Vladislas (1364-1374) rebâtirent le monastère de Kutlumus et ses fortifications.
Le chrysobulle d'Michel IX Paléologue faisant passer le Mont Athos de la juridiction impériale à la juridiction patriarcale marque le début d’une alliance du patriarcat avec les moines alors que se multiplie l'avènement de grands patriarches, issus des grands monastères : de 1274 à 1453, le poste est rempli par quatre archontes patriarcaux (entourage immédiat du patriarche), cinq métropolites, mais onze moines dont cinq venus du Mont Athos.
Ces derniers participent à la « Renaissance des Paléologues » en encourageant une renaissance spirituelle. Le déclin de l’autorité des higoumènes sur leurs monastères ayant conduit à un relâchement des mœurs, nombre de moines supportent mal l’interdiction de toute propriété privée et les obligations du vivre en commun. Aussi s'est développé un régime dit de l’ « idiorythmie » (litt : à son propre rythme) en fonction duquel un moine peut vivre à sa guise à l’intérieur du monastère sans être tenu à l’obligation du réfectoire et du dortoir en commun. Cet individualisme sur le plan social s’accompagne d’un individualisme spirituel en vertu duquel le moine cherche à atteindre une union personnelle avec Dieu par une prière ininterrompue, doctrine qui prend le nom d'hésychasme.
Regardé souvent avec méfiance par les autorités ecclésiastiques, cette doctrine ressurgit au XIIIe siècle et trouve son ardent défenseur dans le moine athonite Grégoire Palamas (1296-1359). Une grave crise oppose à partir de 1334 les détracteurs de cette doctrine conduits par le philosophe Barlaam (1290-1348), s'appuyant sur un mode de raisonnement occidental et les défenseurs de la spiritualité hésychaste beaucoup plus intuitive et orientale. 
Après que s'y soient mêlées des connotations politiques liées à la régence d’Anne de Savoie, l’adoption de la théologie palamite comme doctrine officielle de l’Église orthodoxe porte au pouvoir les disciples de Palamas, partisans non seulement d’une forme de spiritualité, mais aussi d’un programme de réforme de l’Église et de la place de l’Église dans l’État. 
Il appartient à des patriarches comme Kallistos, ancien moine d’Iveron (1350-1353, puis 1355-1363), Philothée Kokkinos, ancien higoumène de la Grande Laure (1353-1354 , puis 1364-1376) et Antoine IV, hiéromoine (1389-1390, 1391-1397) de renouveler le corps épiscopal en nommant des évêques acquis à leurs idées en plus de renforcer le rôle des moines au sein de l’Église et du patriarche face à l'empereur.
L’hésychasme a un double effet sur la société byzantine. 
Chez ses partisans, elle conduit à un humanisme chrétien alliant théologie et culture profane dans différents secteurs de la société, tel que prôné par le théologien Matthieu Blastarès, l’évêque Isidore de Thessalonique ou l’astronome Théodore Meliténiotès. 
Par contre, la victoire du palamisme rapproche ses adversaires de l’Occident. 
Les frères Chrysobergès et Manuel Kalékas, formés par Démètrios Cydonès, se tournent vers le catholicisme romain et nombreux sont ceux qui émigrent vers l’Italie où ils contribuent à la Renaissance italienne.